# David, Thomas et les autres
Pour plus de détails, voir Fiche technique et Distribution.
David, Thomas et les autres est un film franco-hongrois de László Szabó, sorti en 1985.

## Synopsis
Dans l'après-guerre, dans un village hongrois, la vie reprend lentement son cours. Les enfants observent le monde des adultes qui les entoure.

## Fiche technique
- Titre original : Sortüz egy fekete bivalyért
- Réalisation : László Szabó
- Assistants-réalisateurs : Jacques Fayard, Ferenc Jeli
- Scénario : Ferenc András d'après un roman de Nándor Gion
- Directeur de la photographie : János Kende
- Musique : Emil Petrovics
- Décors : Tamás Banovich
- Montage : Henri Colpi
- Date de sortie: 
  - Hongrie : 16 mai 1985
  - France :  10 juillet 1985
- Durée : 101 minutes
- Musique : Emil Petrovics

## Distribution
- Jean-Louis Trintignant : Fodó tanár úr
- Jean Rochefort : Ácsi Lajos
- Fanny Cottençon : Fodóné
- Miklós Székely B. : Fekete Péter
- Ferenc Kállai : Berecz tisztelendõ úr
- István Bujtor : Dukay
- Berta Domínguez D. : Novák tanárnõ
- Lili Monori : Fekete Péter felesége
- Ferenc Bencze : Temetõõr